# Кнез Иво од Семберије (опера)
Кнез Иво од Семберије, опера у једном чину Исидора Бајића

## Либрето
према истоименој драми Бранислава Нушића

## Праизведба
19. јануар (јул. кал. 6. јануар) 1911, Београд у Народном позоришту

## Место и време
Село Попови Бијељинске нахије кнежевине Семберије на Ивандан (7. јул) 1806. године.

## Ликови и улоге
| Кнез Иво        | баритон               |
| Кулин-бег       | тенор                 |
| Мајка кнеза Иве | сопран или мецосопран |
| Турски гласник  | баритон               |
| Мујезин         | тенор                 |
| Свештеник       | бас                   |

робиња Станка – Слуга кнеза Иве – Стари фрулаш – народ – робље – јањичари – Кулин-бегова пратња

## Остало
Иако је опера релативно наивно написана у стилско-музичком смислу, ипак је један од пионирских покушаја писања националних опера. У самој опери се могу наћи и две песме за које се сматра да су народне, али су у ствари дело Исидора Бајића: Еј, ко ти купи то фустанче и Ој, Српкињо, буд' орна.